# Brautfahrt auf dem Hardangerfjord
Brautfahrt auf dem Hardangerfjord, norwegisch Brudeferd i Hardanger, ist der Titel eines Gemeinschaftswerks der norwegischen Maler Adolph Tidemand und Hans Fredrik Gude und zeigt eine bäuerliche Hochzeitsgesellschaft bei der Überfahrt eines Brautpaars auf dem Hardangerfjord. Das Genre- und Landschaftsgemälde entstand 1848 als Auftragsarbeit in Düsseldorf, im Milieu der Düsseldorfer Malerschule, und wird als Schlüsselwerk der Malerei der norwegischen Nationalromantik im Nationalmuseum Oslo ausgestellt.

## Beschreibung und Bedeutung
Vor der dramatischen, lichtdurchfluteten Hochgebirgskulisse des Hardangerfjords löst sich eine Gruppe von Ruderbooten am Ufer eines Dorfes mit Stabkirche. Das erste Boot erscheint nahe dem Felsufer im Vordergrund des Bildes. Auf diesem Boot befindet sich eine zehnköpfige Festgesellschaft und feiert Hochzeit. Wie eine Himmelskönigin, geschmückt mit einer Brautkrone, sitzt die Braut statuarisch auf dem Bootsheck und hält in ihren Händen das Schriftdokument der soeben geschlossenen Ehe. Die festliche Überfahrt mit dem Boot ritualisiert ihren Übergang in ein neues Leben und in den Familienverband ihres Gatten. Deutet man die Hochzeitsgesellschaft im Boot als nationalromantische Repräsentation des norwegischen Volks im Sinne einer politischen Gemeinschaft und Nation, so liegt eine Interpretation der Braut als nationale Personifikation Norwegens nahe.
Der Ehemann sitzt unmittelbar vor ihr und grüßt mit erhobenem Zylinder die am Ufer zurückgelassene Dorfgemeinschaft. Sein Blick lässt sich in einer Parallele zur Lebenssituation des Malers als Migranten zwischen Norwegen und Deutschland deuten, im Sinne eines Motivs des Abschieds von der Heimat. Dem Bräutigam gegenüber schenkt ein Mann, vielleicht der Vater des Bräutigams oder der Braut, aus einem Steinkrug ein. In der Mitte des Bootes sitzen die Trauzeugen, zwei Frauen und zwei Männer, von denen einer dem anderen den Arm freundschaftlich über die Schulter gelegt hat. Während eine der Frauen ihre rechte Hand erhebt, um sie schützend vor ihr Ohr oder ihr Gesicht zu halten, ist ein im Boot vor ihr stehender Mann im Begriff, aus seinem Gewehr einen Salutschuss abzugeben. Hinter ihm sitzt ein Ruderer, dahinter, rücklings auf dem Bootsbug, ein Violinist in Volkstracht mit den Gesichtszügen des populären norwegischen „Teufelsgeigers“ Ole Bull, der Tidemand im Dezember 1848 in Düsseldorf Modell saß.

## Entstehung und Rezeption
Ganz im Sinne der Gepflogenheiten befreundeter Maler der Düsseldorfer Schule schufen die norwegischen Maler Adolph Tidemand und Hans Fredrik Gude das Ölgemälde gemeinsam, nachdem sie von der Christiania Kunstforening, dem ältesten Kunstverein der heutigen Stadt Oslo, den Auftrag zu einem Lotteriegemälde erhalten hatten. Es wurde das teuerste Gemälde, das der Kunstverein bis dahin erwarb.
Tidemand hatte sich von 1837 bis 1841 unter Theodor Hildebrandt, Carl Friedrich Lessing und Wilhelm Schadow an der Kunstakademie Düsseldorf zu einem der führenden norwegischen Genremaler entwickelt. Nach einer Studienreise in Italien bereiste er zwischen 1842 und 1845 mehrmals sein Heimatland, das damals als „Schweiz des Nordens“ einen beliebten Topos in illustrierten Reiseschilderungen einzunehmen begann. Während einer Reise, die er 1842/1843 mit dem Hamburger Maler Hermann Kauffmann in Norwegen durchführte, traf Tidemand zum ersten Mal auf Gude, der sich dort seinerzeit mit dem Düsseldorfer Maler August Leu auf einer Studienreise befand.
Um die Eigenheiten des norwegischen Volkslebens zu erkunden, besuchte Tidemand auch die Gegend von Hardanger. Besondere Aufmerksamkeit widmete er der norwegischen Volkstracht (Bunad). Im Gefolge anderer Künstler der Romantik war Tidemand von der Vorstellung beeinflusst, dass sich in der „Tiefe der Volksseele“ eine geistige Kraft und ein kultureller Schatz zu finden sei. Ein bedeutendes Ergebnis dieser Auseinandersetzung mit dem Volk und seinen Phänomenen sowie mit der Vorstellung einer norwegischen Nation ist sein Hauptwerk Die Haugianer, das er parallel zur Brautfahrt auf dem Hardangerfjord bearbeitete und ebenfalls 1848 fertig stellte.
Gude war in der Mitte des 19. Jahrhunderts neben Tidemand zu einer weiteren Leitfigur der skandinavischen Maler der Düsseldorfer Schule herangereift. Nachdem er 1838 bis 1841 an der Königlichen Zeichenschule in Christiania unter Johannes Flintoe eine erste künstlerische Ausbildung erhalten hatte, war er 1841 nach Düsseldorf gekommen, um sich im Privatunterricht bei dem Landschaftsmaler Andreas Achenbach weiter zu vervollkommnen. Ab 1842 besuchte er außerdem die Düsseldorfer Akademie und war dort bis 1844 Schüler der Landschafterklassen von Johann Wilhelm Schirmer.

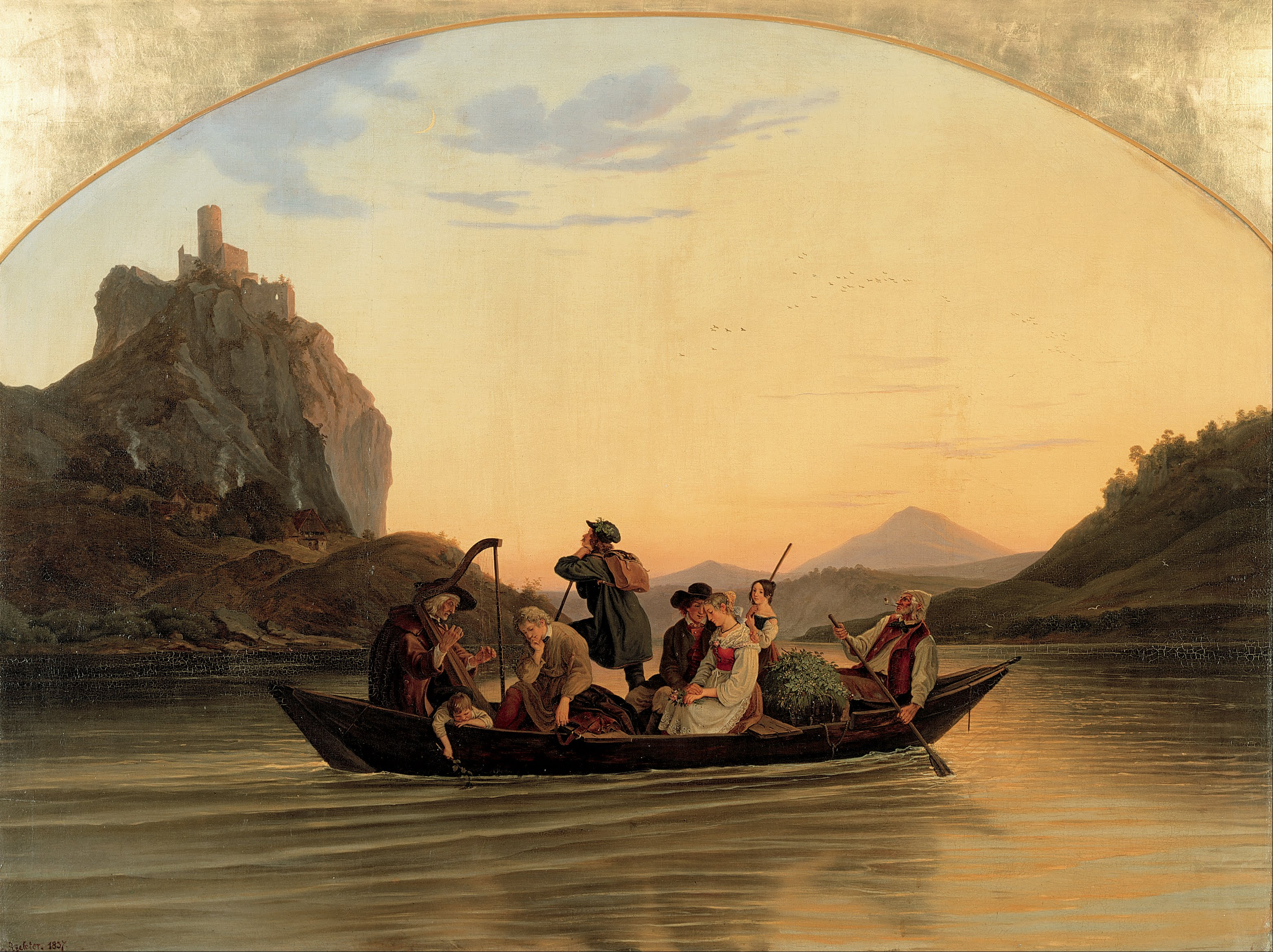
Ludwig Richter: Die Überfahrt am Schreckenstein, 1837, Galerie Neue Meister, Dresden

Johan Fredrik Eckersberg: Brautfahrt auf dem Hardangerfjord (Brudfärd på Hardangerfjorden), 1865, Schwedisches Nationalmuseum, Stockholm

Während Gude die Fjordlandschaft nach Eindrücken vom Sandvinsvatnet-See bei Odda am Sørfjord sowie vom Lustrafjord komponierte, erarbeitete Tidemand die Figurenstaffage nach sorgfältigen Vorstudien. Mit der Bauernhochzeit griff er ein beliebtes Thema der ihm vertrauten niederländischen und flämischen Malerei des 16. und 17. Jahrhunderts auf. Eine seiner Skizzen zeigt noch zwei hintereinander fahrende Boote, bei denen die Insassen zwischen den Booten miteinander kommunizieren und bei dem das Brautpaar in der Mitte eines Bootes positioniert ist. Möglicherweise projizierte Tidemand Erinnerungen seiner eigenen Hochzeit mit Claudine Jæger (1817–1887), die 1845 stattfand, in das Bild.
Das Motiv der Kahnfahrt über einen Fluss zählt zu den Kernthemen der Düsseldorfer Schule. Angeregt von einer Ausstellung von Gemälden dieser Schule schuf der Dresdner Maler Ludwig Richter 1837 das Bild Die Überfahrt am Schreckenstein als melancholisches Sinnbild eines „Lebenskahns“. Prototypisch enthält es bereits wesentliche Elemente der späteren Komposition von Tidemand und Gude, die ihrerseits 1865 in dem Gemälde Brautfahrt auf dem Hardangerfjord von Johan Fredrik Eckersberg nachgeahmt wurde. Als bekannteste Bearbeitung des Motivs der Überfahrt der Düsseldorfer Schule gilt das Gemälde Washington Crossing the Delaware von Emanuel Leutze aus dem Jahr 1851. Des Weiteren findet sich das Thema etwa in dem rheinromantischen Gemälde Wein, Weib und Gesang (Rheinfahrt), einer Gemeinschaftsarbeit von Andreas Achenbach und Emanuel Leutze aus dem Jahr 1854.

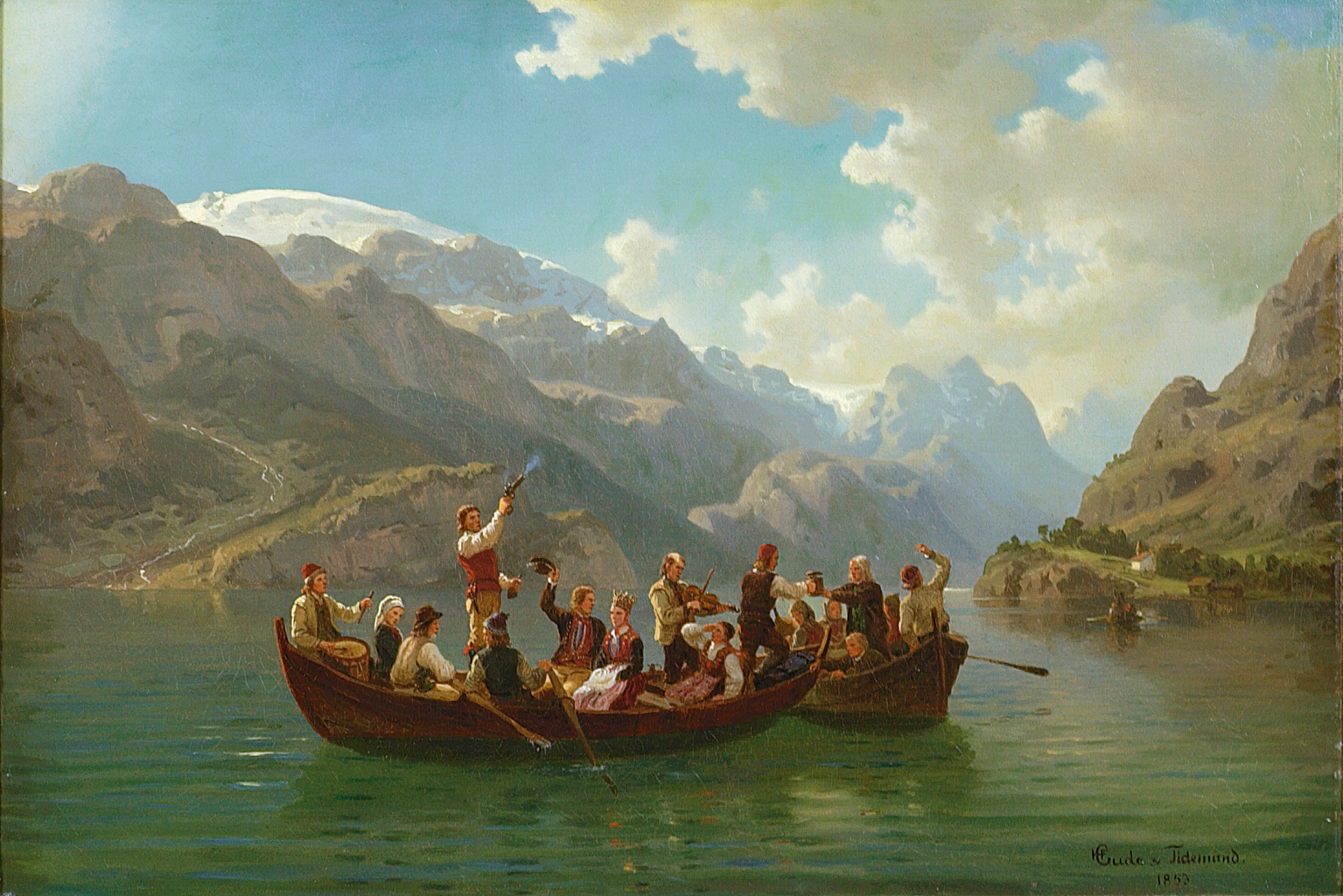
Reprise, 1853

Gude und Tidemand schufen bis 1853 mehrere Reprisen ihres Gemäldes. 1866 entwickelte Gude in dem Bild Leichenfahrt auf dem Sognefjord ein melancholisches Gegenstück zu der Brautfahrt auf dem Hardangerfjord.
Zu seiner Entstehungszeit war das Gemälde beliebt, was sich auch in der Beauftragung mehrerer Reprisen und in der Auflage von Reproduktionsgrafik ausdrückt, während die Nachwelt das Bild als etwas erfunden sowie als süßlich und überladen ansah. Der Kunsthistoriker Lorentz Dietrichson schrieb Ende des 19. Jahrhunderts, dass das Bild einen Versuch zeige, alles zusammenzustellen, was mit der Sommerfrische am norwegischen Fjord in Verbindung gebracht werden kann.
Im Theater der Stadt Christiania wurde das Gemälde 1849 als Tableau vivant aufgeführt. Hierzu malten Tidemand und Gude einen entsprechenden Bühnenhintergrund auf Leinwand. Auf der Bühne stiegen Stadtbewohner als Schauspiellaien in ein Boot und mimten die bäuerliche Hochzeitsgesellschaft. Begleitet war die Darstellung von einem Männerchor, der zu dem Gedicht Der aander en tindrende Sommerluft varmt over Hardangerfjords Vande von Andreas Munch eine Melodie von Halfdan Kjerulf zu Gehör brachte. Als Zugabe setzte sich der aus dem Ausland nach Norwegen zurückgekehrte Geiger Ole Bull ebenfalls ins Boot.

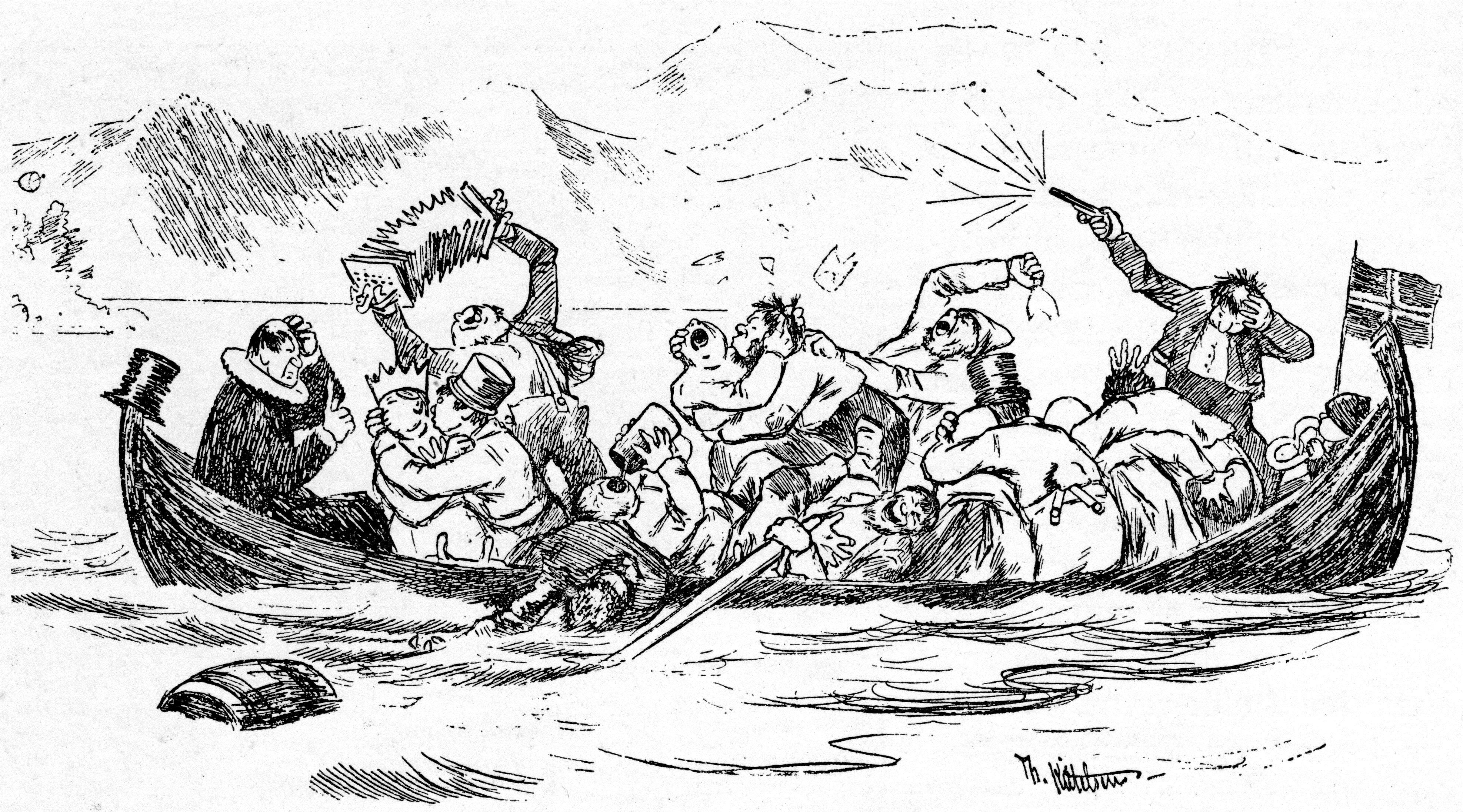
Theodor Kittelsen: Brudeferden in Hardanger, 1887

1853 wurde in Kopenhagen das Ballett Brudefærden i Hardanger von August Bournonville aufgeführt, das auf dem Motiv Brautfahrt am Hardangerfjord basiert. Eine Weiterentwicklung führte der Choreograf Flemming Flindt 1982 im Opern- und Balletthaus Oslo auf. Der norwegische Dichter Bjørnstjerne Bjørnson soll durch das Gemälde zu seinen 1857 bis 1863 veröffentlichten Bondefortellinger angeregt worden sein. 1887 schuf der norwegische Künstler Theodor Kittelsen in Anlehnung an das Gemälde die Karikatur Brudeferden in Hardanger.

## Provenienz
Die im Dezember 1848 fertiggestellte Version der Brautfahrt auf dem Hardangerfjord wurde in der Lotterie der Christiania Kunstforening von dem Richter D. Vogt in Moss gewonnen und von dessen Erben 1895 an die Nationalgalerie Oslo veräußert.